# بنزهایم
شهر بنزهایم در ایالت هسن در کشور آلمان واقع شده است.

## نگارخانه

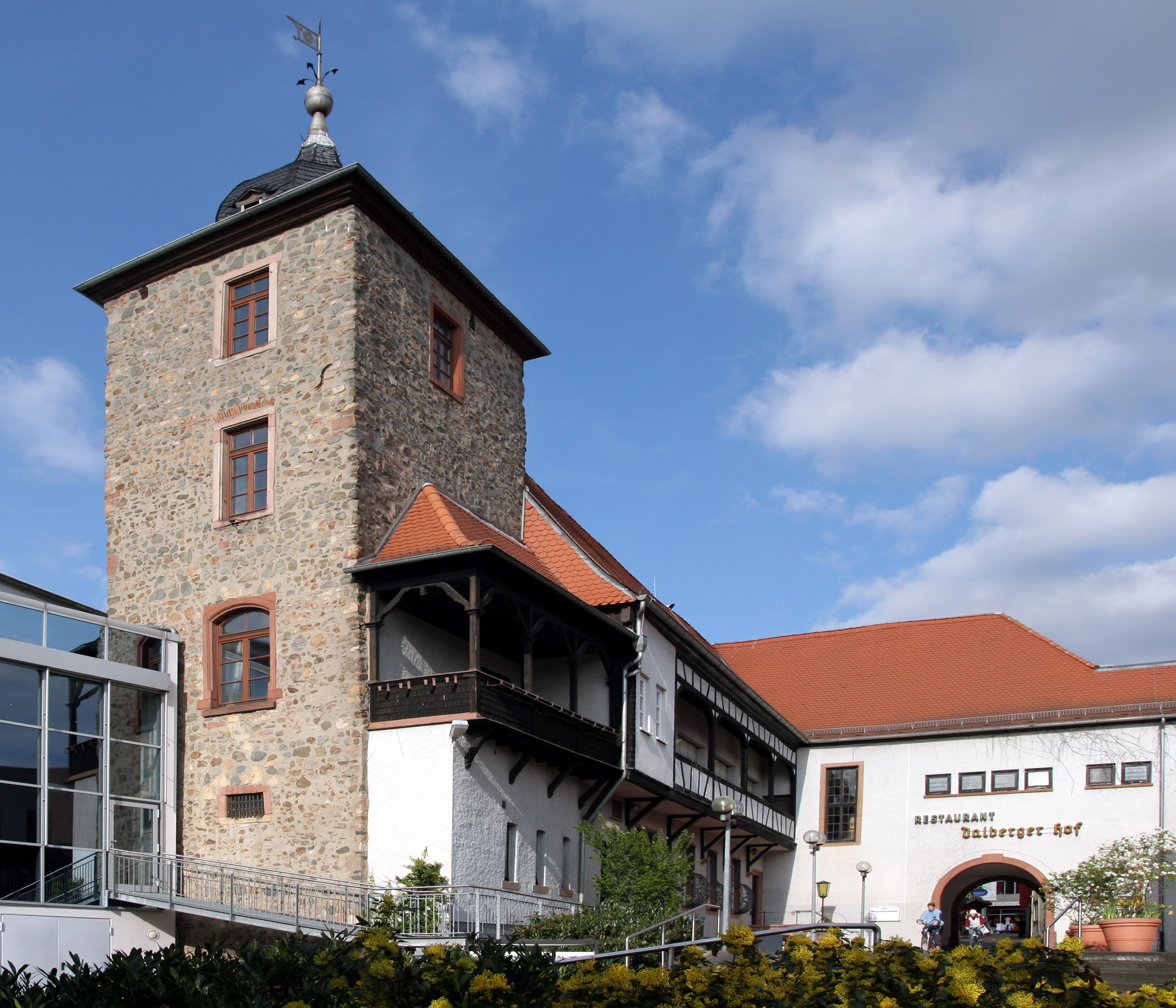
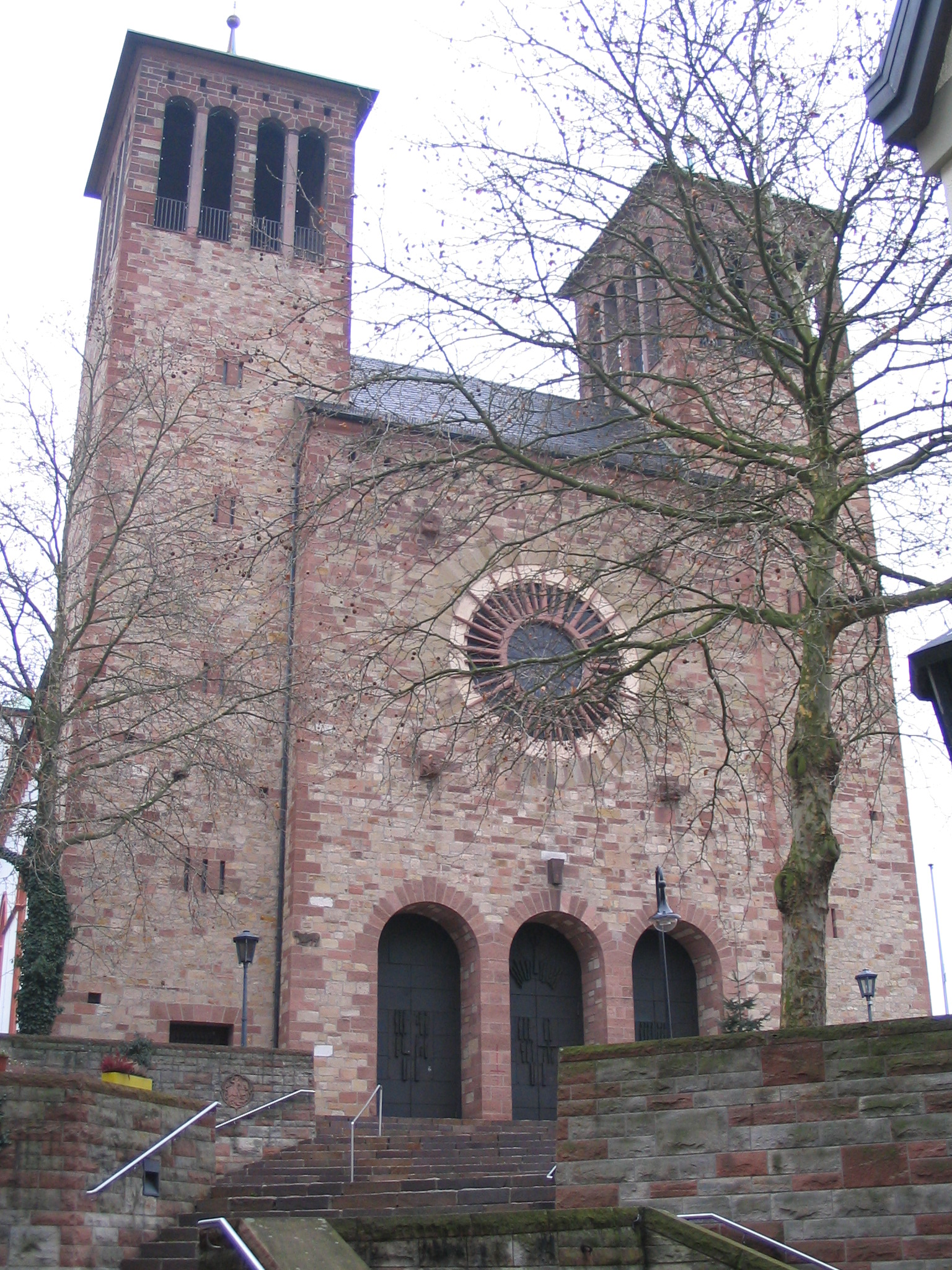
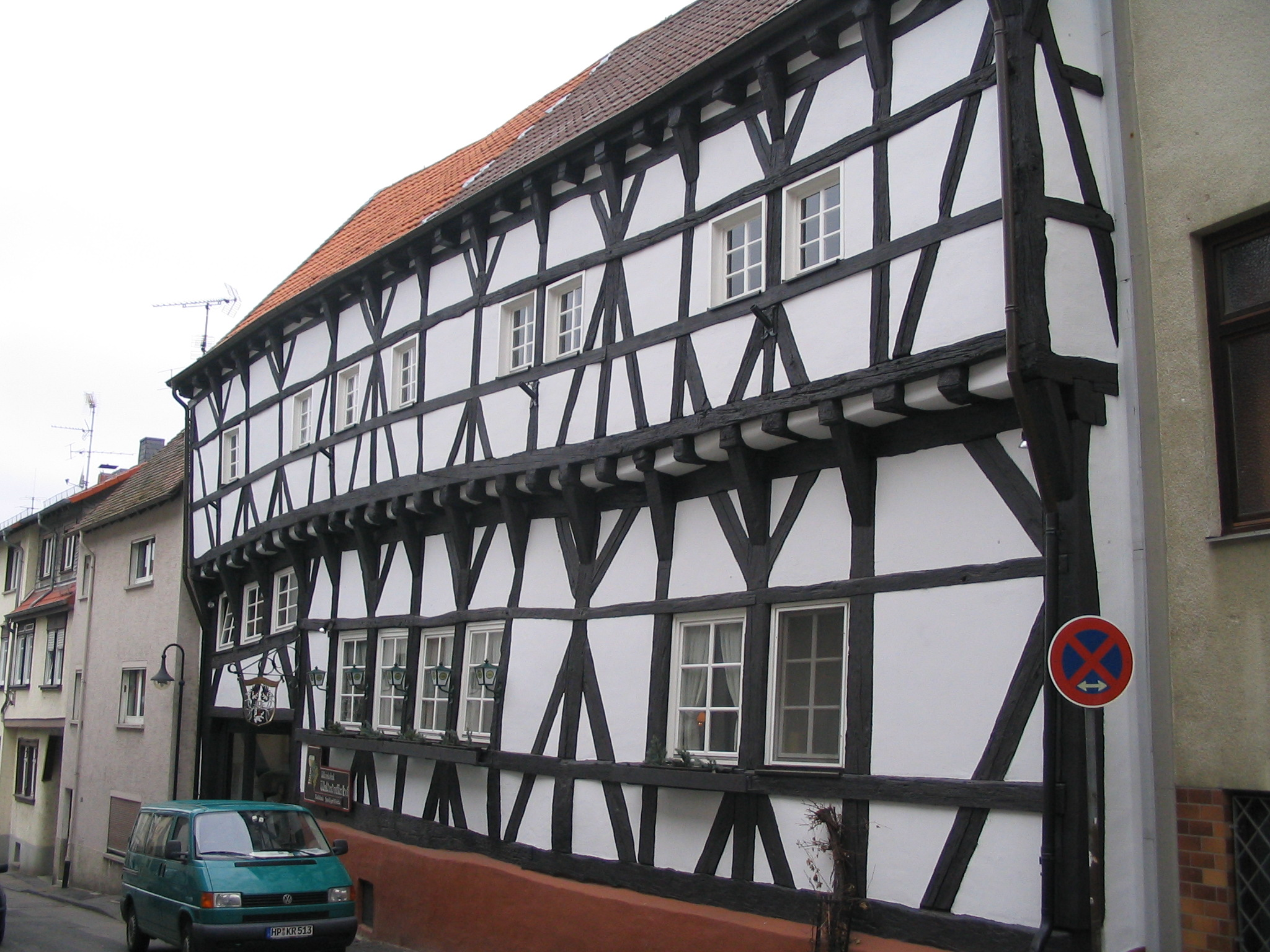
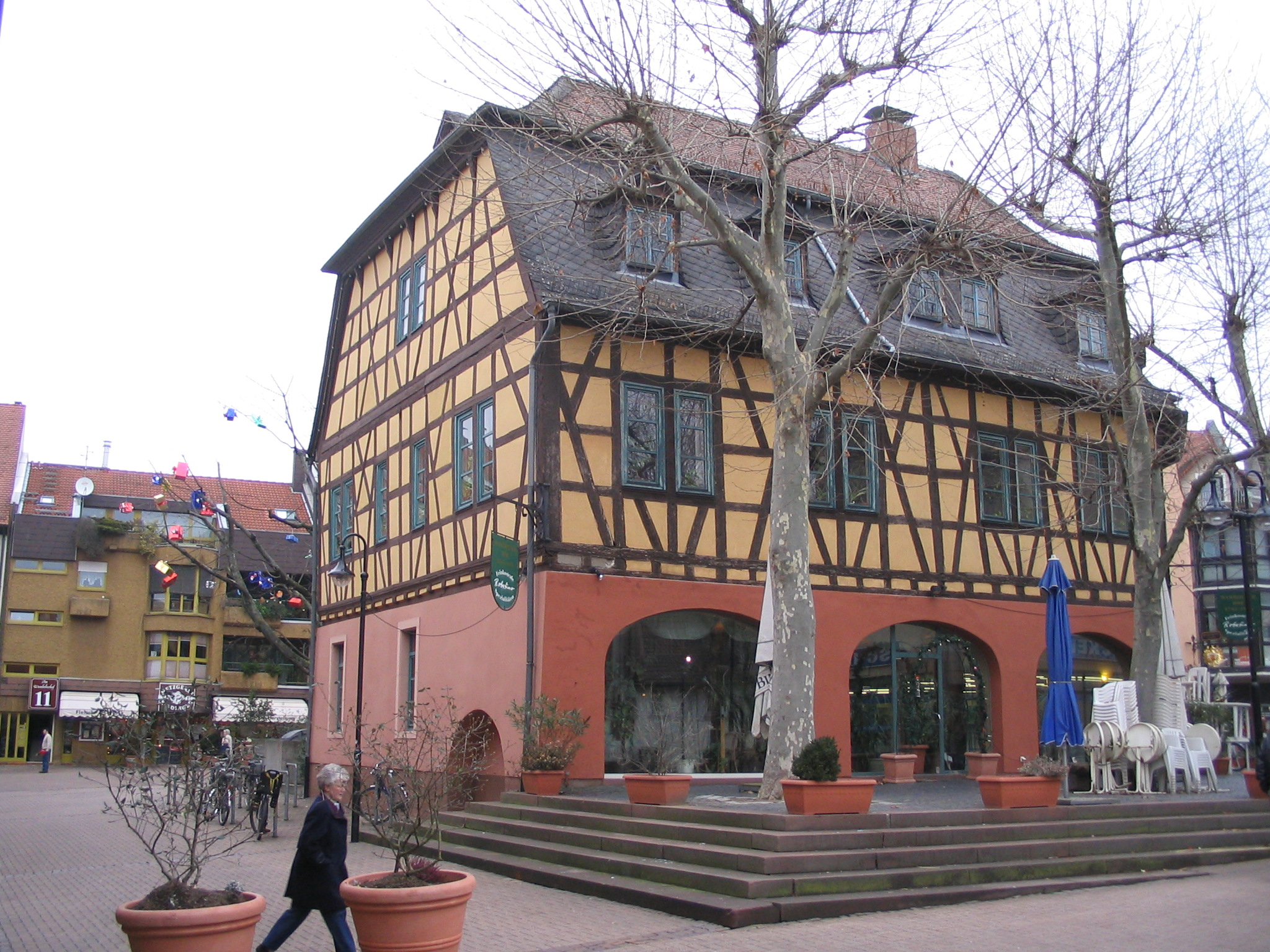
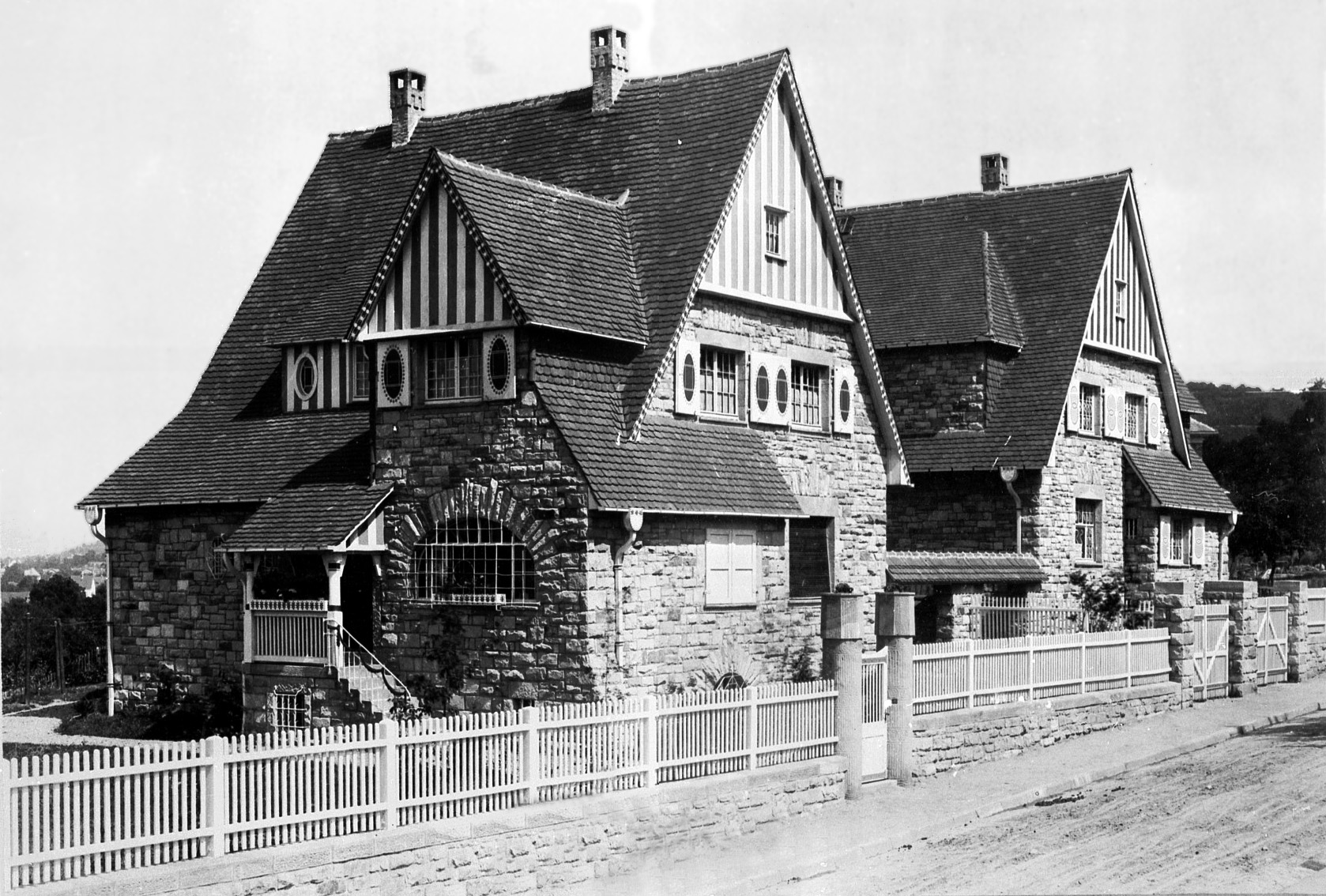
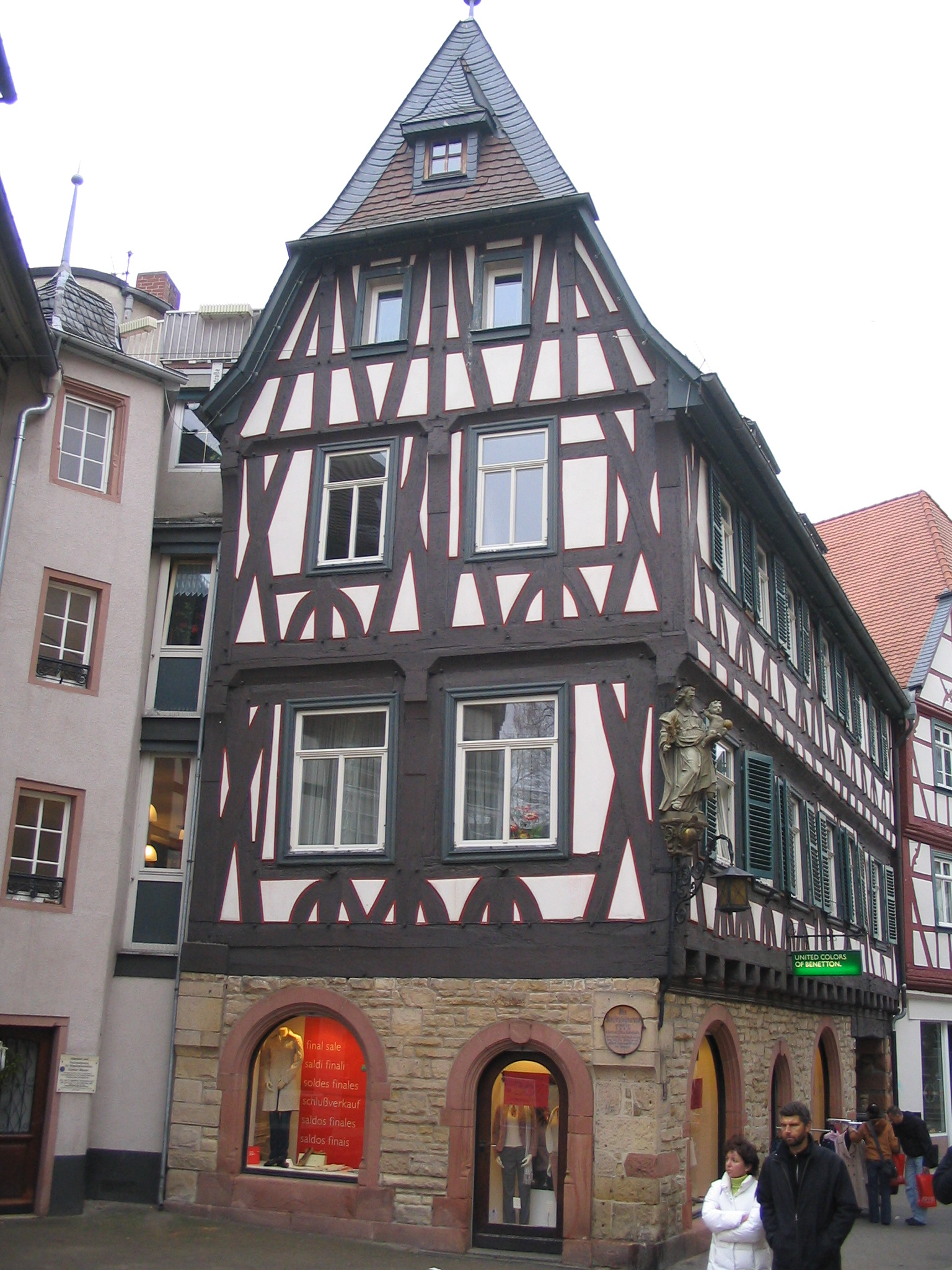
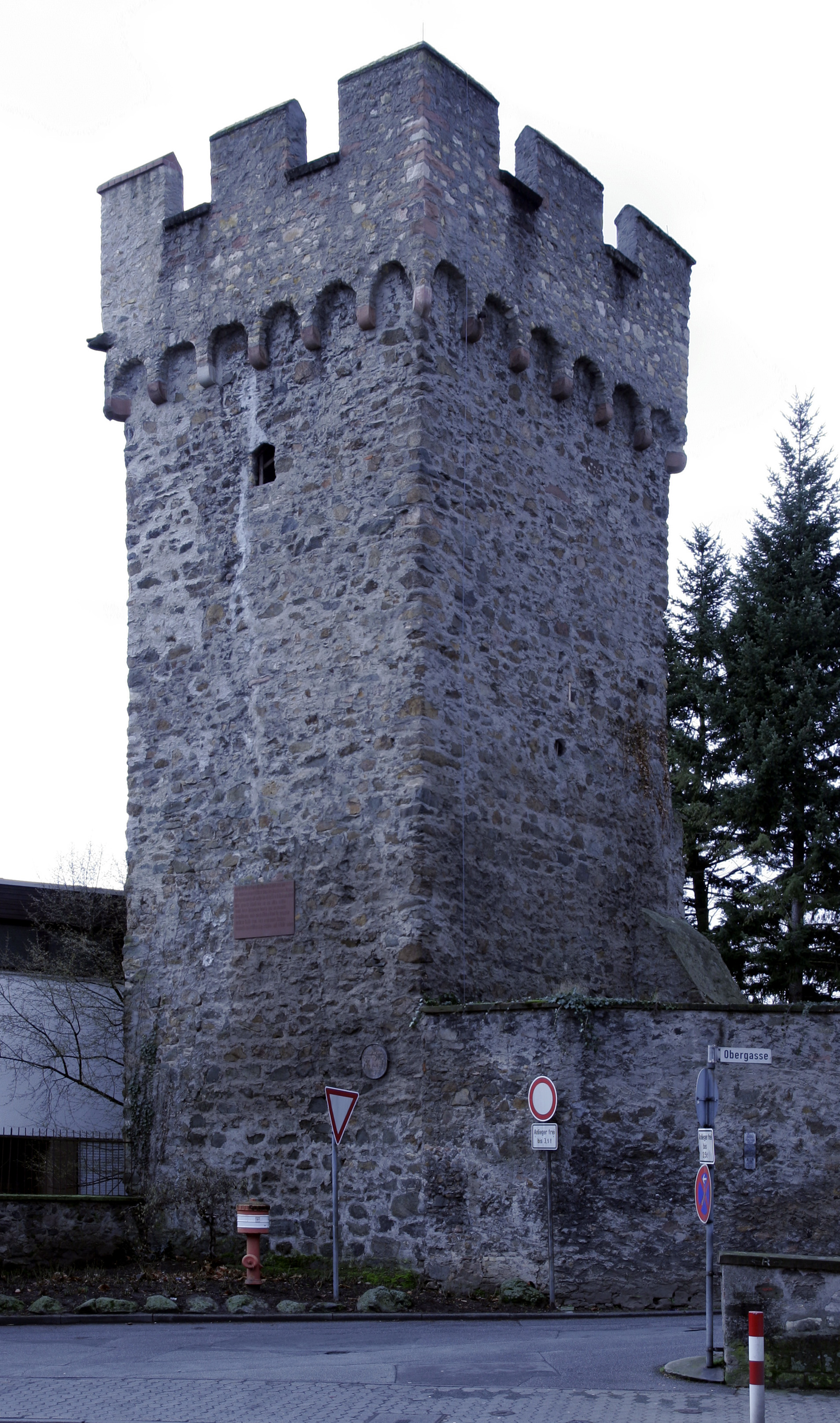
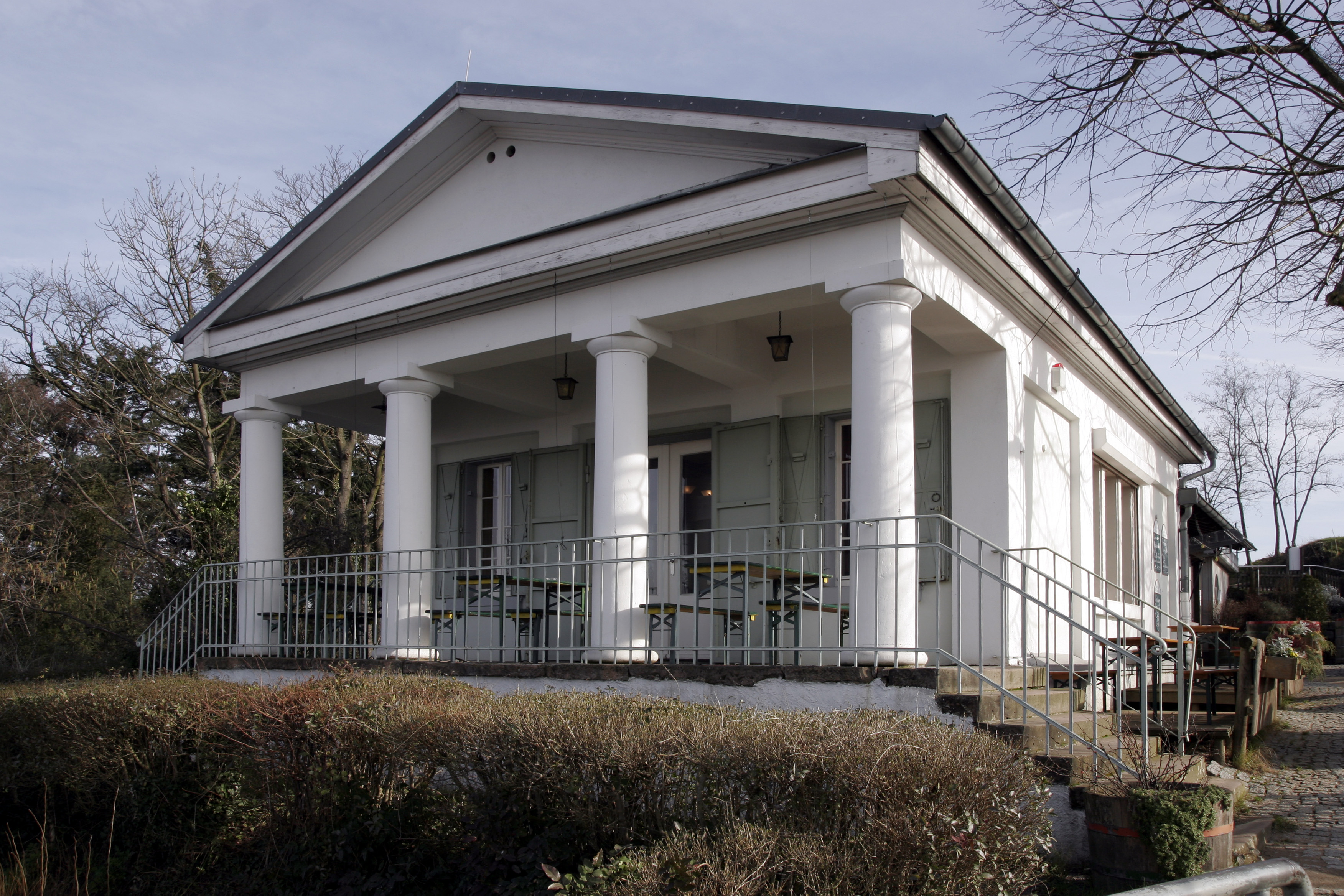
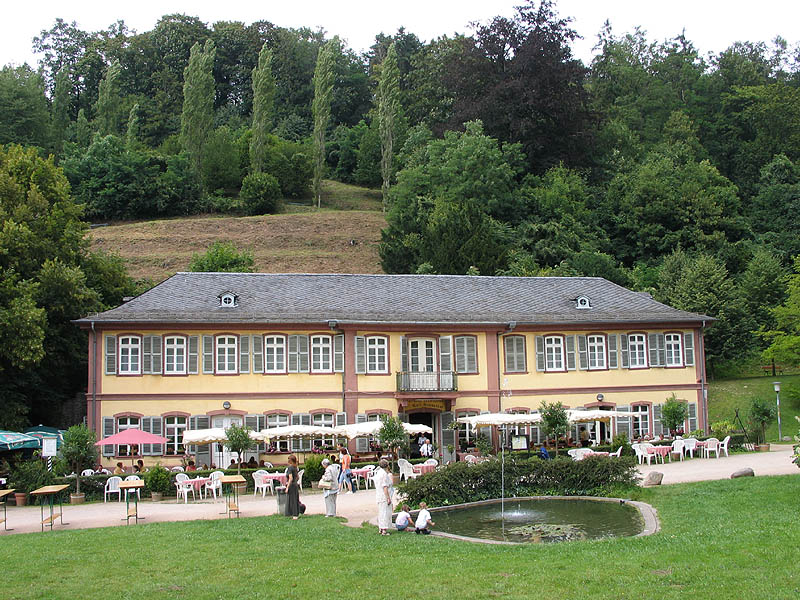
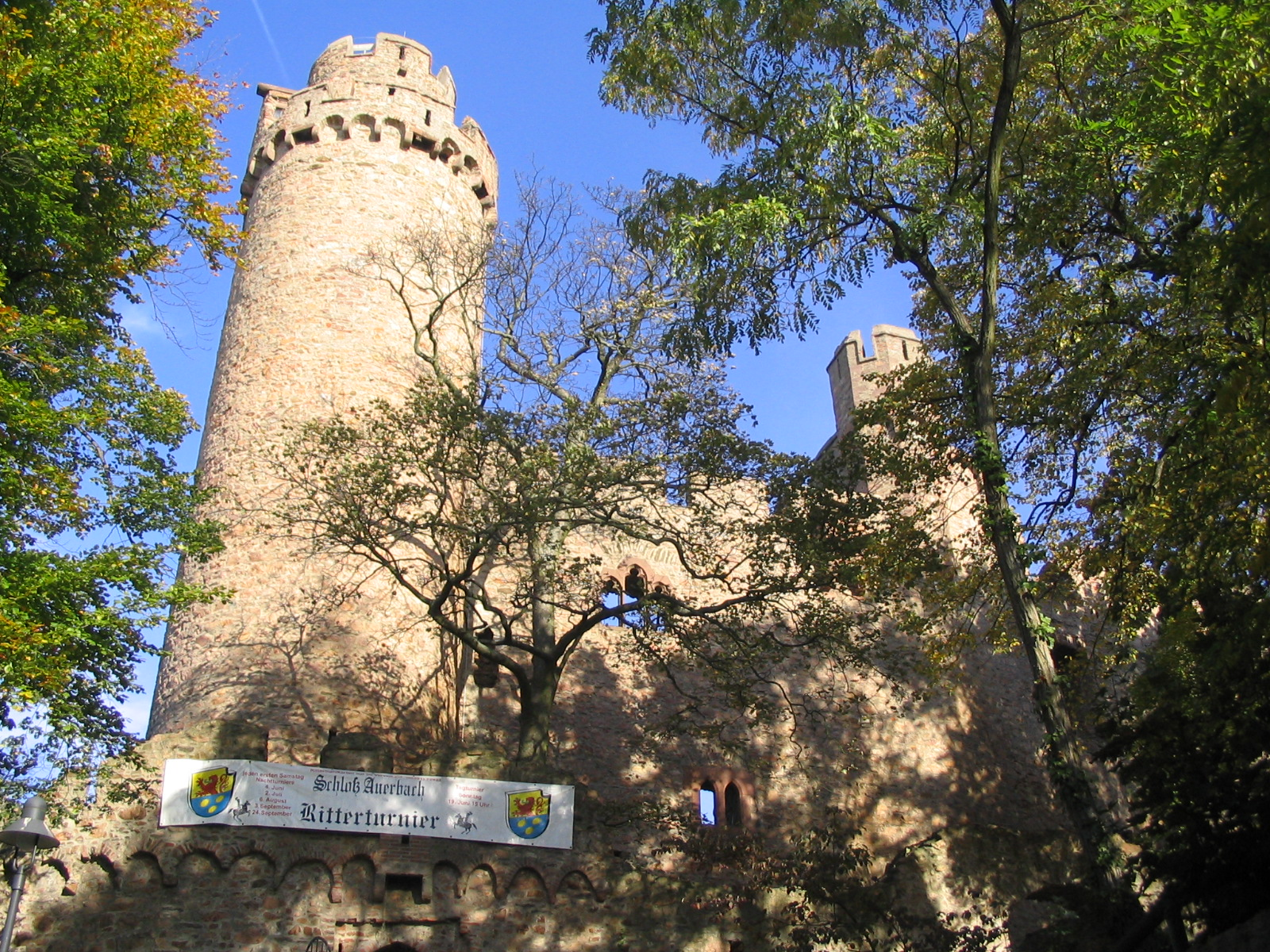